# 이슬아 (바둑 기사)
이슬아(李瑟娥, 1991년 11월 20일 ~ )는 대한민국의 전 바둑 기사이다.

## 약력
이슬아는 전라남도 여수시에 태어나 초등학교 3학년 아버지의 권유로 김세실 프로기사의 아버지인 김봉석 선생님의 바둑학원에서 바둑을 배우기 시작했고 2년후 가족들과 서울로 올라와 바둑 프로기사를 전문적으로 양성하는 허장회 바둑도장에서 2007년 여류내신 입단대회로 프로기사 입문할때까지 교육을 받았다. 서울초당초등학교, 충암중학교, 세명컴퓨터고등학교를 졸업했다. 2007년 여류내신 입단대회로 프로기사 입문.제6회 정관장배 세계여자바둑최강전에서 한국대표로 2연승,우승을 차지하였다. 2010년 제16회 광저우 아시안게임 바둑종목에서 혼성페어전과 여자 단체전에서 금메달을 획득하였고, 2010년 여류기사상을 수상하였다. 2011년 30기 KBS 바둑왕전 본선에 진출하였고 2012년 인터리그와 락스타리그sk팀 소속 선수로 활동하였다. 2014년 제4회 황룡사쌍등배 세계여자바둑대회 한국 대표로 출전하였고, 전라남도 순천에 소재한 한국바둑고등학교 산업체 우수강사로 활동하였다. 2015년 34기 KBS바둑왕전 본선에 진출하였고 제9기 지지옥션배 여류대 시니어 연승 대항전에서 여류대표로 5연승 팀 우승을 견인하였다.
2016년 엠디엠 한국 여자바둑리그 여수거북선 팀의 주장으로 활동하였고 1단 승단하여 4단에 올랐다. 2017년 엠디엠 한국여자바둑리그 출전하였고, 제22기 여류국수전 본선에 진출했다. 2018년 7월, 5단으로 승단했다. 2019년 5월, 중국 바둑 기사 뤄더룽과의 결혼과 함께 프로 바둑에서 은퇴했다.